# محمد خوجة (سياسي)
محمد خوجة توفي في 21 فبراير 1846، هو قائد وسياسي تونسي.

## السيرة الذاتية

### الأصول والطفولة
كان والد محمد خوجة ضابط عثمانيا وشيخا لدى الجالية التركية في مدينة تونس، وهكذا ربى إبنه على العلم والمعرفة. قال المؤرخ أحمد بن أبي الضياف أن محمد خوجة كان شديد الاهتمام بالتاريخ.

### المسار المهني والسياسي
عينه علي باي الثالث في 1780 كحاكم للحصن البحري ببنزرت مكلفا بحماية السواحل والميناء. تعرف بفضل أصدقائه على مجالي الهندسة البحرية وبناء السفن الذين تميزت فيهما تونس منذ الدولة المرادية، عندما كان للقراصنة العديد من السفن القوية. المشرف على البحرية التونسية في هذا الوقت هو أمير البحر مصطفى الرايس الذي خلفه في 1825 محمد الصغير (كشك محمد بالتركية). بعد عدة سنوات، عين حمودة باشا أمير البحر محمد خوجة كأمين الترسخانة (مدير الترسانات العسكرية).

كأمين ترسخانة في حلق الوادي وغار الملح، عمل من أجل تطبيق سياسة الباي في الاستيلاء على البحر الأبيض المتوسط ووزرائه مصطفى خوجة وخاصة يوسف صاحب الطابع. وبالتالي فهو يوفر لمالكي سفن القرصنة التونسية وبحرية الباي سفنا سريعة وسهلة المناورة للهروب من قوة نيران المدافع الأوروبية. في 1811، كان لهذه السفن دور هام أثناء ثورة الميليشيات التركية في مدينة تونس ضد سياسة الباي. شارك من جهة أخرى في العديد من سفارات بلاده إلى إنجلترا وفرنسا.

في 1819، أرسلت الدولة الأوروبية المجتمعة في مؤتمر اكس لا شابيل أسطول فرنسي إنجليزي قوي لإظهار قوته في خليج تونس بهدف وضع حد للجهاد البحري، مما اضطر محمود باي لإيقاف أنشطة القراصنة التونسيين.

هذا القرار أدى بمحمود خوجة لإصلاح البحرية التونسية وإعادة هيكلة القراصنة وسفنهم. إلا أن ضعف الوسائل والموارد الناجم جزئياً عن اختفاء الفوائد الواسعة التي توفرها القرصنة، منعت تطور أسطول البحرية التونسية نحو البحرية الحديثة. في الواقع، فإن المواد والتصنيع والمهارات مكلفة بشكل خاص في الصناعة البحرية، طالما أننا نتقن التقنيات والمعرفة. انحصر دور محمد خوجة بعد هذه الأحداث في تأمين السواحل والموانئ ومراقبة الجمارك. إلا أن منطقة نفوذ البحرية تناقصت أمام القوة الأوروبية، خاصة بعد الخسارة العثمانية في معركة نافارين في 1827، أين غرق جزء كبير من الأسطول التونسي الذي شارك استجابة لواجبه في مساعدة الإمبراطورية العثمانية. أمير البحر محمد الصغير خسر ثلاثة فرقاطات ذات خمسين مدفع صنعت على الطريقة المعاصرة من بين عدة سفن حربية أصغر.

بقي محمد خوجة في هذه المهمة التي بدأت تشبه شيئا فشيئا منصب وزير البحرية حتى وفاته في 1846. دفن في مقبرة الجلاز في تونس العاصمة، بحضور أحمد باي الأول وكل وزرائه ووجهاء العاصمة حسب المؤرخ أحمد بن أبي الضياف، ذاكرا أنه مع وفاته انتهت فترة سيطرة البحرية التونسية على غرب البحر الأبيض المتوسط.

## الحياة الخاصة
العديد من أبنائه خدموا في أجهزة الدولة: منهم محمود، الذي خلفه على رأس وزارة البحرية، وأحمد (توفي في 1828) الذي كان قائد الميناء العسكري بغار الملح.